# For-l'Évêque
For-l'Évêque je bývalá věznice v Paříži. Její název pochází původně z latinského forum episcopi (biskupův soud), což označovalo duchovní jurisdikci, neboť toto vězení spadalo původně pod správu pařížského biskupa. Jako církevní vězení bylo zrušeno v roce 1674 a přeměněno na královské vězení pro dlužníky a potulné herce, kteří se provinili při představení. Vězení bylo zrušeno v roce 1780 a později zbořeno.

## Historie
Věznice pařížského biskupa se nacházela v ulici Rue Saint-Germain-l'Auxerrois. Biskup Maurice de Sully nechal kolem roku 1161 vybudovat nový biskupský palác a s ním i věznici. Filip II. August viděl v počínání biskupa ohrožení svých soudních práv. Spor o rozsah soudních kompetencí mezi králem a biskupem byl částečně vyřešen až v roce 1222. Ovšem objevoval se i v pozdějších dobách. Definitivně až Ludvík XIV. rozhodl o zrušení biskupského soudu a věznice. V roce 1674 vydal patent o zrušení soudu a přenesení kompetencí na Grand Châtelet. For-l'Évêque se tak stal světským vězením. Když byl Jacques Necker jmenován ministrem financí, provedl inspekci věznic. Petit Châtelet a For-l'Évêque byly shledány jako velmi nezdravé a vlhké a proto Ludvík XVI. nařídil v roce 1780 jejich uzavření a přeložení vězňů do věznice Force. Začala postupná demolice vězení, která byla dokončena na počátku 19. století.